# محطة مجمع دبي للاستثمار (مترو دبي)
محطة مجمع دبي للاستثمار (بالإنجليزية: Dubai Investment Park station)‏؛ هي محطة نقل سريع على الخط الأحمر لشبكة مترو دبي التي تخدم دبي في الإمارات العربية المتحدة، تعد خامس محطات مسار 2020 الذي ينتهي في محطة إكسبو حيث موقع إكسبو 2020.
المحطة هي واحدة من محطتين تحت الأرض على قسم مسار 2020 من الخط الأحمر، إلى جانب جميرا غولف إستيتس. تقع في غرين كوميونيتي في دبي للاستثمار. تشمل المرافق محطات الحافلات ومواقف السيارات المخصصة للمعاقين ووحدات البيع بالتجزئة ومنطقة إنزال سيارات الأجرة.